# Cleofonte
Cleofonte, figlio di Cleippide (in greco antico: Κλεοφῶν?, Kleophôn; demo di Acarne, metà del V secolo a.C. – Atene, 404 a.C.), è stato un politico ateniese, influente durante l'ultima fase della guerra del Peloponneso.
Accanito oppositore del partito oligarchico, Cleofonte, come riportato anche da Aristotele, era sempre in contrasto con Crizia; in ben tre occasioni, comunque, Cleofonte riuscì ad impedire la pace con Sparta. Poi, quando ormai la resa di Atene era scontata, gli oligarchi presero il potere e riuscirono a farlo condannare a morte.

## Biografia

### Origini
Anche se molti comici, come Aristofane, e Claudio Eliano sostengono che fosse di umili origini e che provenisse dalla Tracia, alcuni ostraka recentemente rinvenuti dimostrano che era figlio di Cleippide, del demo di Acarne, e che quindi apparteneva ad una famiglia importante dell'Atene dell'epoca.

### Rifiuti della pace
Il primo rifiuto provocato da Cleofonte fu nel 410 a.C., dopo la vittoria ateniese di Cizico, quando ad Atene furono offerte condizioni molto favorevoli; si pensa che un passo dell'Oreste di Euripide, rappresentato nel 408 a.C., contenga un'accusa a Cleofonte, accusato di aver mal consigliato i concittadini.
Il secondo fu nel 406 a.C., dopo la vittoria ateniese della Arginuse, e la terza dopo la vittoria spartana di Egospotami, l'anno successivo, quando, resistendo alla domanda spartana di abbattere parte delle Lunghe Mura, si dice che Cleofonte abbia minacciato di morte chiunque nominasse la pace. Aristofane, nella parabasi de Le rane, fa riferimento all'origine straniera di Cleofonte.

### Ingiusto processo e morte
Durante l'assedio di Atene da parte di Lisandro, cominciato nel 405 a.C., la Bulè ateniese, ormai infiltrata dal partito oligarchico che preparava il regime dei Trenta, essendo stata denunciata da Cleofonte come "una banda di cospiratori e traditori", decise, su istigazione di un certo Satiro, di imprigionarlo e di processarlo per negligenza nel servizio militare; questa accusa, secondo Lisia, fu solo un pretesto per toglierlo di mezzo.
Visto che una normale corte lo avrebbe certamente assolto, un certo Nicomaco, al quale era stato affidato l'incarico di riordinare le leggi di Solone, fu istigato dai suoi nemici a inventare una legge che desse all'assemblea parte della giurisdizione del caso.
Lisia dice che la legge fu spudoratamente creata il giorno stesso del processo, e Cleofonte, ovviamente, fu condannato a morte e ucciso, come riferito anche da Senofonte.
Quell'anno, comunque, Cleofonte era già stato attaccato dal commediografo Platone, secondo la cui commedia la sua vita privata fu tanto dissoluta quanto meschina fu la sua attività politica. Anche altri autori non lo apprezzarono: Isocrate lo confronta negativamente cogli uomini illustri dei bei vecchi tempi, mentre Andocide lo chiama "produttore di arpe" in senso dispregiativo.